# Džepnica
Džepnica (em cirílico: Џепница) é uma vila da Sérvia localizada no município de Blace, pertencente ao distrito de Toplica, na região de Toplica. A sua população era de 193 habitantes segundo o censo de 2011.

## Demografia
| 1948 | 1953 | 1961 | 1971 | 1981 | 1991 | 2002 | 2011 |
| ---- | ---- | ---- | ---- | ---- | ---- | ---- | ---- |
| 313  | 334  | 371  | 312  | 271  | 235  | 231  | 193  |